# Машина (фільм, 2007)
«Маши́на» (англ. Machine) — американський фільм 2007 року.

## Сюжет
Колишній спецназівець, а нині закоренілий злочинець Вік завжди грає за своїми власними правилами. Після перестрілки під час купівлі наркотиків, Віка і його напарника Френка, вербують, щоб вбити трьох небезпечних свідків. Вік опиняється між двома ворогуючими сторонами, але його цікавить тільки одне — роздобути грошей і скоріше виплатити борг.

## У ролях
| Актор             | Роль  |
| ----------------- | ----- |
| Майкл Лазар       | Вік   |
| Майкл Медсен      | Рей   |
| Ніл МакДонаф      | Форд  |
| Джеймс Руссо      | Буч   |
| Пол Слоан         | Френк |
| Ліза Артуро       | Теа   |
| Нік Валлелонга    | Санто |
| Мішель Ломбардо   | Лайла |
| Брайан Хейс Каррі | Топ   |
| Гаррет Сато       | Чо    |